# 대한민국 형사소송법 제91조
대한민국 형사소송법 제91조는 비변호인과의 접견, 교통의 접견에 대한 형사소송법의 조문이다.

## 조문
제91조(비변호인과의 접견, 교통의 접견) 법원은 도망하거나 또는 죄증을 인멸할 염려가 있다고 인정할 만한 상당한 이유가 있는 때에는 직권 또는 검사의 청구에 의하여 결정으로 구속된 피고인과 제34조에 규정한 외의 타인과의 접견을 금하거나 수수할 서류 기타 물건의 검열, 수수의 금지 또는 압수를 할 수 있다. 단, 의류, 양식, 의료품의 수수를 금지 또는 압수할 수 없다.

第91條(非辯護人과의 接見, 交通의 接見) 法院은 逃亡하거나 또는 罪證을 湮滅할 念慮가 있다고 認定할 만한 相當한 理由가 있는 때에는 職權 또는 檢事의 請求에 依하여 決定으로 拘束된 被告人과 第34條에 規定한 外의 他人과의 接見을 禁하거나 授受할 書類 其他 物件의 檢閱, 授受의 禁止 또는 押收를 할 수 있다. 但, 衣類, 糧食, 醫療品의 授受를 禁止 또는 押收할 수 없다.

## 참조 조문
제34조(피고인, 피의자와의 접견, 교통, 수진) 변호인 또는 변호인이 되려는 자는 신체구속을 당한 피고인 또는 피의자와 접견하고 서류 또는 물건을 수수할 수 있으며 의사로 하여금 진료하게 할 수 있다.

## 참고 문헌
- 손동권 신이철, 새로운 형사소송법(초판, 2013), 세창, 2013. ISBN 9788984114081

## 같이 보기
- 대한민국 형사소송법 제34조 피고인, 피의자와의 접견, 교통, 수진
- 대한민국 형사소송법 제89조 구속된 피고인과의 접견, 수진